# Båring Vig
Båring Vig er et dansk farvand beliggende i den nordlige del af Lillebælt ud for den nordvestlige del af Fyn, i Middelfart Kommune i Region Syddanmark. 
Farvandet er en, cirka 5 km på tværs og cirka 10 km bred, vig, der går fra Staurshoved ved østenden af Røjle Klint  i nordvest, mod syd langs Vejlbyskov til Vejlby Fed og Flaskebugt, hvor den lille Aulby Mølleå har sit udløb. 
Kysten fortsætter mod øst forbi Båring Strand og Båring Sommerland til Varbjerg Strand og Brostrand, hvor Pavebæk og Storå har deres udløb.
Herfra fortsætter kysten mod nordøst mod Bogense. Bebyggelserne langs Båring Vig er  nogle af Fyns vigtigste sommerhusområder. 
55°31′N 9°55′Ø / 55.517°N 9.917°Ø